# Pyrodictium occultum
Espèce
Pyrodictium occultum est une espèce d'Archaea appartenant au phyllum des Crenarchaeota. Ce sont des micro-organismes hyperthermophiles, anaérobie strict, chimiolitho-autotrophe.
Pyrodictium occultum a été isolée de fonds marins volcaniques. La croissance a lieu entre 85 et 110 °C, avec un optimum de croissance à 105 °C. Les cellules forment un réseau. D'après certains scientifiques, cette bactérie serait idéale a la terraformation de la planète Vénus.[réf. nécessaire]